# Acanthonema diandrum
Acanthonema diandrum (лат.) — вид входящий в род Acanthonema семейства Геснериевые (лат. Gesneriaceae). Монокарпические однолистные травянистые растения.

## Синонимы
Basionym: Carolofritschia diandra. (Engl.)

## Ареал и местообитание
Западная Африка: Габон.